# Martin Bahr
Johannes Paul Martin Georg Bahr (* 16. August 1889 in Bergen auf Rügen; † 29. März 1967 in Pinneberg) war ein deutscher Wasserbauingenieur und Baubeamter.

## Leben
Martin Bahr war ein Sohn des Pastors Georg Bahr (1862–1945) und dessen Ehefrau Emmi Bahr geborene Steinbach (1861–1961). Er besuchte zunächst vier Jahre eine Volksschule und danach das Gymnasium in Greifswald. Nach dem Abitur 1908 studierte er bis 1912 Ingenieurwissenschaften an der Technischen Hochschule Danzig und schloss das Studium mit dem akademischen Grad eines Diplom-Ingenieurs ab.
Von 1913 bis 1914 arbeitete Bahr als Regierungsbauführer im Vorbereitungsdienst beim Meliorationsamt Danzig. Während des Ersten Weltkriegs kämpfte er als Soldat. Anschließend legte er das Staatsexamen ab und wurde zum Regierungsbaumeister (Assessor in der öffentlichen Bauverwaltung) ernannt; er arbeitete ab 1919 beim Wasser- und Schifffahrtsamt mit Sitz in Tönning. Bis 1926 leitete er den Bau des Fischereihafens in Büsum.
Am 17. Dezember 1927 heiratete Bahr Margarethe Raeder (* 1901) aus Schwarzenberg im Erzgebirge. Das Ehepaar bekam zwei Töchter und vier Söhne. 1934 übernahm Bahr die Leitung des Wiederaufbaus und der Erweiterung von Uferschutz und Hafenanlagen auf Helgoland. Im selben Jahr wurde er Vorstand des Wasser- und Schifffahrtsamts Tönning. 1937 promovierte er an der Technischen Hochschule Berlin mit Auszeichnung zum Dr.-Ing.; in seiner Dissertation behandelte er Vorgänge in der Natur und praktische Maßnahmen zum Schutz der Helgoländer Düne. Die hierfür notwendigen wissenschaftlichen Untersuchungen hatte er neben der Arbeit durchgeführt.
1954 ging Bahr in den Ruhestand. Danach leitete er zwölf Jahre das Gemeindeneubauamt für den Wiederaufbau Helgolands.
Neben der beruflichen Tätigkeit engagierte sich Bahr sowohl im öffentlichen Leben als auch in der Kirche in Büsum, auf Helgoland und in Tönning. Die Gemeinde Büsum verlieh ihm die Ehrenbürgerwürde.

## Wissenschaftliche Arbeiten
Bahr galt als praktisch begabter Wasserbauingenieur. Dank seiner insbesondere auf Helgoland gewonnenen Erkenntnisse über die Kräfte des Wassers konnte er präzise Abschätzungen hierzu abgeben. Mit seinen Analysen zu den dynamischen Abläufen auf hoher See und den daraus resultierenden Kräftebildern gab er wichtige Impulse für den praktischen Küstenschutz und die morphologische Küstenforschung.
Von 1920 bis 1924 schrieb Bahr zwei Abhandlungen über den Zustand und die Entwicklung des Meeres um Trischen. Als Vorstandsmitglied des Wasser- und Schifffahrtsamts beschäftigte er sich insbesondere mit dem Ausbau und der Weiterentwicklung des Büsumer Fischereihafens. Außerdem befasste er sich mit den Problemen der Eider. Seine Arbeiten stellten die Grundlagen für die Behebung der Probleme dar, die in Folge der Eiderabdämmung 1936 aufgetreten waren.
Nach der Zerstörung der Helgoländer Hafen- und Uferschutzanlagen 1947 hatte Bahr einen wichtigen Anteil an deren Wiederaufbau. Später beschäftigte er sich in kritischen Studien mit der morphologischen Entwicklung des Wattengebiets bei Dithmarschen. Diese Schriften galten als wichtige Quellen für die Erfassung neuerer Entwicklungen dieser Region.